# ستنسکو
ستنسکو (به بلغاری: Stensko) یک منطقهٔ مسکونی در بلغارستان است که در شهرستان کیوستندیل واقع شده‌است.